# SS-Mann

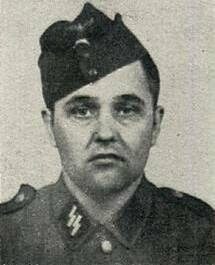
SS-Mann Hans Hoffmann.

Mann (tyska: man) var en grad inom flera organisationer i Nazityskland. Denna grad (som motsvarar menig i det svenska försvaret) är idag mest förknippad med det paramilitära SS, men existerade även inom SA. Den användes mellan 1925 och 1945. Inom Waffen-SS benämndes graden SS-Schütze.
Bewerber inom SS
- 1 Staffel-Bewerber
- 2 Staffel-Jungmann
- 3 Staffel-Anwärter
- 4 Staffel-Vollanwärter
- 5 SS-Mann (Allgemeine SS); SS-Schütze (Waffen-SS)

## Gradbeteckningar för Mann

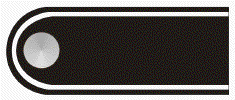
Axelklaff (Allgemeine-SS)
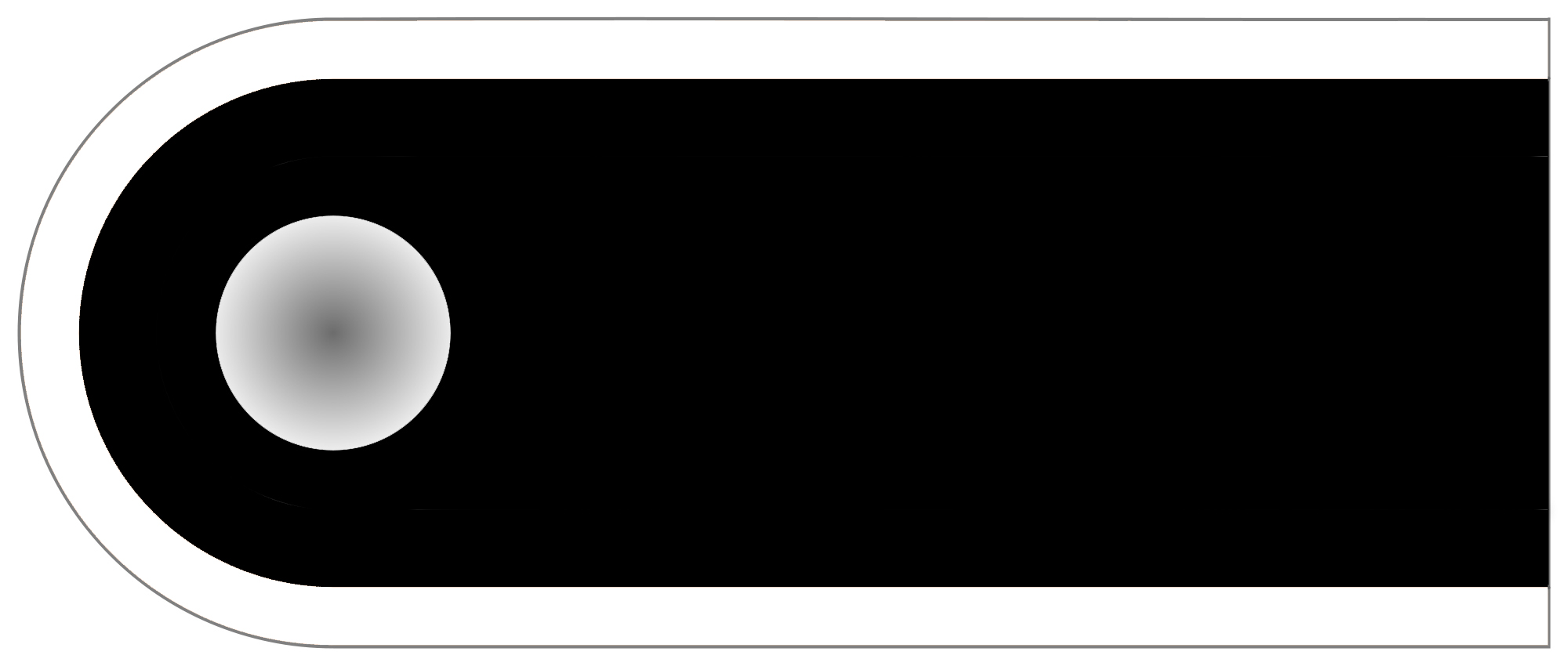
Axelklaff (Waffen-SS)
Kragspeglar